# Tomasz Wierzbicki (żołnierz)
 Tomasz Wierzbicki  (ur. 5 kwietnia 1827 Suchodoły koło Lublina, zm. 2 czerwca 1896 Paryż) – polski pułkownik powstania styczniowego, uczestnik powstania węgierskiego i wojny krymskiej.
Tomasz Wierzbicki herbu Nieczuja urodził się w 1827 w Suchodołach, w parafii Fajsławice, jako syn Antoniego i Teresy z Błażowskich. Był właścicielem majątku Suchodoły (powiat krasnostawski). Dobra te zostały mu jednak skonfiskowane, prawdopodobnie za udział w Wiośnie Ludów. W młodości odbył służbę w armii carskiej, gdzie uzyskał stopień podporucznika. Po wybuchu powstania na Węgrzech dołączył do walczących. Został adiutantem gen. Józefa Bema i walczył u jego boku w Siedmiogrodzie. Awansował tam do stopnia majora. Został też odznaczony powstańczym węgierskim Orderem Zasługi Wojskowej III klasy. Po upadku powstania schronił się na terytorium tureckim, gdzie przez pewien czas był internowany. 
W czasie wojny krymskiej jako major dowodził 2 sotnią Pułku Kozaków Sułtańskich. Jego pododdział odznaczył się w bitwie pod Kalafalem w maju 1854 r., a on sam w starciu pod Słobozią. Zimą 1855-1856 r. znalazł się na Krymie, gdzie walczył w okolicach Symferopola i Bachczysaraju. Za swe zasługi wojenne otrzymał Order Medżydów 1 klasy. 
W sierpniu 1858 r. Wierzbicki podał się do dymisji, a następnie udał się na terytorium Mołdawii, aby wesprzeć Grzegorza Sturdzę w walce o hospodarstwo mołdawskie. Spisek zdekonspirowano, a Wierzbicki trafił do więzienia. Wypuszczony na wolność w listopadzie 1859 r. opuścił Rumunię i powtórnie wstąpił do armii tureckiej, tym razem do Pułku Dragonów Sułtańskich. Długo w wojsku sułtańskim jednak nie zabawił, bo zaciągnął się wkrótce do legionów Garibaldiego. 
Po przystąpieniu do powstania styczniowego został awansowany do stopnia pułkownika. W lipcu 1863 r. Wierzbicki przejął dowództwo nad  oddziałem 350 powstańców, sformowanym przez Karola Hermana Wagnera, nadleśniczego w ordynacji Zamoyskich. Jako dowódca Wierzbicki starał się stosować taktykę wojny podjazdowej, która nakazywała niwelować przewagę liczebną wroga przez zaskoczenie. Dał tego dowody już w pierwszym swym starciu z wojskiem carskim 18 lipca 1863 r. pod Polichnem, gdzie urządził udaną leśną zasadzkę na wracającą z Lublina kolumnę wojsk carskich zmuszając nieprzyjaciela do odwrotu. 
Wierzbicki podporządkował się następnie gen. Michałowi Heidenreichowi „Krukowi”. Zła synchronizacja działań partii Karola Krysińskiego, Józefa Władysława Ruckiego, i Wierzbickiego – pod naczelną komendą „Kruka” – sprawiła, że 24 lipca 1863 r. pod Kaniwolą bił się początkowo tylko osamotniony oddział Wierzbickiego. W walce tej Wierzbicki został ciężko ranny kartaczem w nogę. Dowództwo nad oddziałem zdał Wagnerowi. Po okresie rekonwalescencji Wierzbicki stoczył jeszcze 2 listopada 1863 r. potyczkę pod Mołoduszynem z kolumną Emanowa.